# Nassef Sawiris
Nassef Onsi Sawiris (în arabă ناصف أنسي ساويرس; n. 19 ianuarie 1961, Assuan, Egipt) este un om de afaceri miliardar egiptean și cel mai mic dintre cei trei fii ai lui Onsi Sawiris (frații săi sunt Naguib și Samih). În octombrie 2021, averea sa netă a fost estimată la 8,7 miliarde dolari americani, făcându-l cel mai bogat arab  și al patrulea cel mai bogat african. 